# Сетефинестре (Мачерата)
Сетефинестре је насеље у Италији у округу Мачерата, региону Марке.
Према процени из 2011. у насељу је живело 37 становника. Насеље се налази на надморској висини од 152 м.